# Ericeia goniosema
Ericeia goniosema là một loài bướm đêm trong họ Erebidae.